# Bibliographie des Musikschrifttums

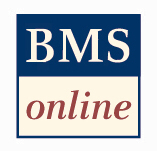
Logo von „BMS online“

Die Bibliographie des Musikschrifttums (BMS) ist eine internationale, interaktive und frei zugängliche Fachbibliografie für musikwissenschaftliche Literatur. Sie wird seit 2006 als Fortsetzung der bis zum Berichtsjahr 1988 im Druck erschienenen Bibliographie des Musikschrifttums vom Staatlichen Institut für Musikforschung Preußischer Kulturbesitz (SIMPK), Berlin, online publiziert.

## Geschichte
Die Bibliographie des Musikschrifttums wurde 1936 vom Staatlichen Institut für deutsche Musikforschung in Berlin in Fortsetzung der bibliographischen Übersichten in den Bänden des „Jahrbuches der Musikbibliothek Peters“ mit dem Ziel begründet, die international erscheinende Literatur über Musik fortlaufend zu verzeichnen. Sie wurde zunächst bei Friedrich Hofmeister in Leipzig (Berichtsjahre 1.1936–4.1939, erschienen 1936–1941) verlegt, Herausgeber waren 1936–1938 Kurt Taut, 1939–1941 Georg Karstädt. Nach einer Berichtszeit von vier Jahren musste die BMS ihr Erscheinen kriegsbedingt einstellen. Ihre Wiederaufnahme nach dem Zweiten Weltkrieg geht auf die Initiative des Musikwissenschaftlers und Bibliothekars Wolfgang Schmieder zurück, der im Auftrag des neu konstituierten Instituts für Musikforschung 1954 einen ersten neuen Band mit dem Berichtszeitraum 1950/51 herausbrachte. Seitdem wurde die Bibliographie kontinuierlich als eigenständige Publikation des Staatlichen Instituts für Musikforschung Preußischer Kulturbesitz fortgesetzt. Die BMS erschien 1954–1968 bei Hofmeister in Frankfurt, ab 1969 bei Schott in Mainz. Als letzter Band in Printform erschien 2001 jener für das Berichtsjahr 1988. Seit 1968 arbeitet die bibliographische Redaktion des SIMPK auch als deutsche Redaktion für Répertoire International de Littérature Musicale (RILM).